# Daniel Brand
Daniel Brand (Condado de Lincoln (Tennessee), Estados Unidos, 4 de agosto de 1935-California, 10 de febrero de 2015) fue un deportista estadounidense especialista en lucha libre olímpica donde llegó a ser medallista de bronce olímpico en Tokio 1964.

## Carrera deportiva
En los Juegos Olímpicos de 1964 celebrados en Tokio ganó la medalla de bronce en lucha libre olímpica estilo peso medio, tras el luchador búlgaro Prodan Gardzhev (oro) y el turco Hasan Güngör (plata).